# 学門駅
学門駅（がくもんえき）は、和歌山県御坊市湯川町財部にある、紀州鉄道紀州鉄道線の駅である。

## 歴史
- 1931年（昭和6年）6月15日：中学前駅[1]開業。
- 1941年（昭和16年）12月8日：中学前駅廃止。
- 1979年（昭和54年）8月10日：中学前駅の跡地付近に学門駅開業。

## 駅構造
単式ホーム1面1線を持つ地上駅。無人駅である。ホームの御坊方面側に出入口があるが、無人駅のため改札口はない。また、ホームに上屋があるのみで駅舎や便所もない。

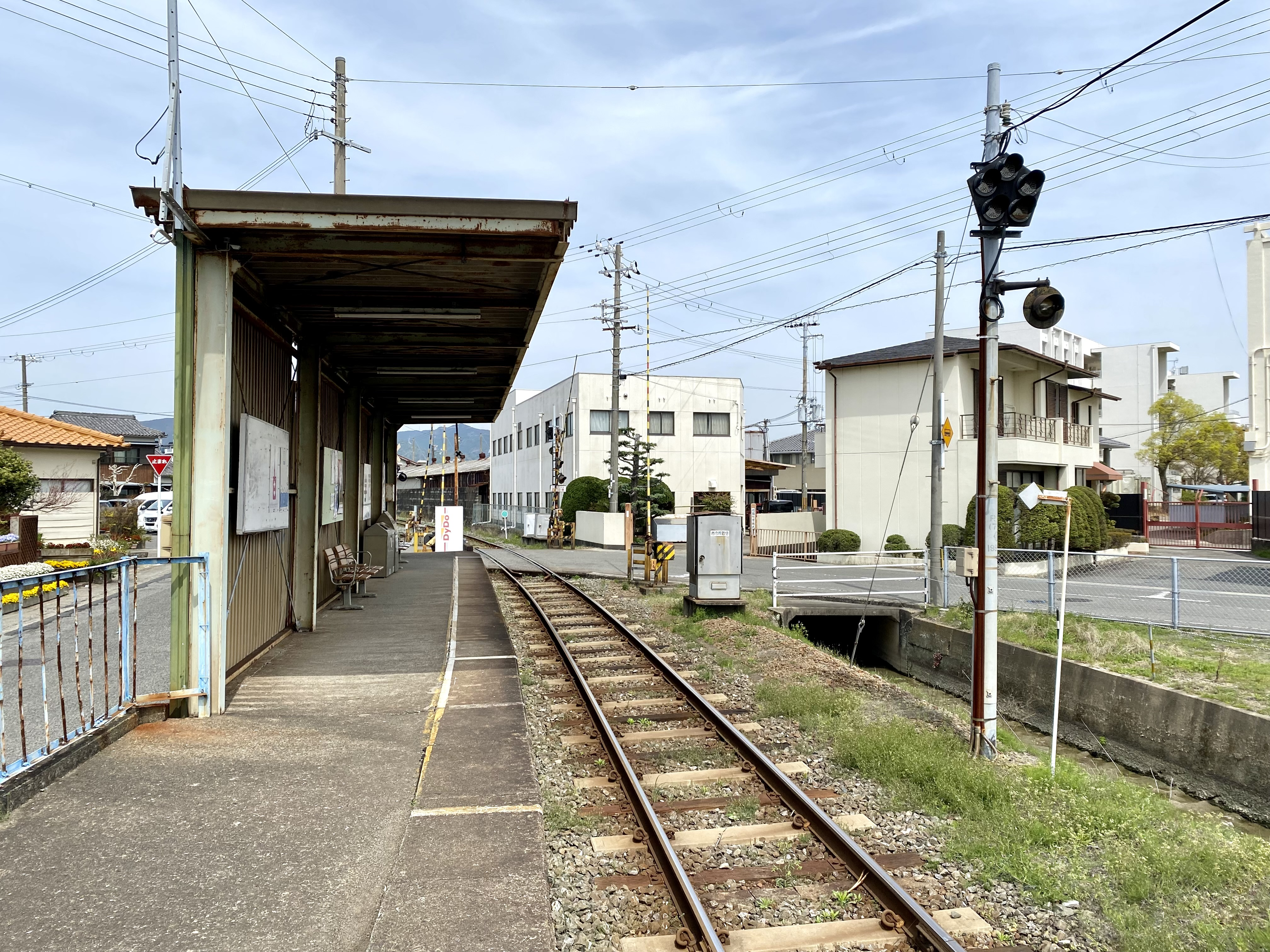
ホーム（2022年4月）

## 利用状況
近年の1日平均乗車人員は以下の通り。
| 年度   | 1日平均 乗車人員 |
| ------ | ---------------- |
| 2015年 | 9                |
| 2016年 | 7                |
| 2017年 | 7                |
| 2018年 | 8                |
| 2019年 | 9                |
| 2020年 | 7                |

## 駅周辺
駅前に、駅名の由来となった和歌山県立日高高等学校・附属中学校の裏門がある。

## その他
- 駅名が「学問」に通じることから、学業御守として当駅の入場券や入場券を形取ったキーホルダーなどを隣の紀伊御坊駅で販売している。なお、当駅は無人駅であるため、入場券や乗車券を持っていなくても駅構内に入場することができる。
- ホームの横に「学門地蔵」が設置されており、ホーム内から拝むことができる。なお地蔵横の石碑は｢学問地蔵｣となっている。
- 書籍等でよく「学問駅」と誤植されることが多い。

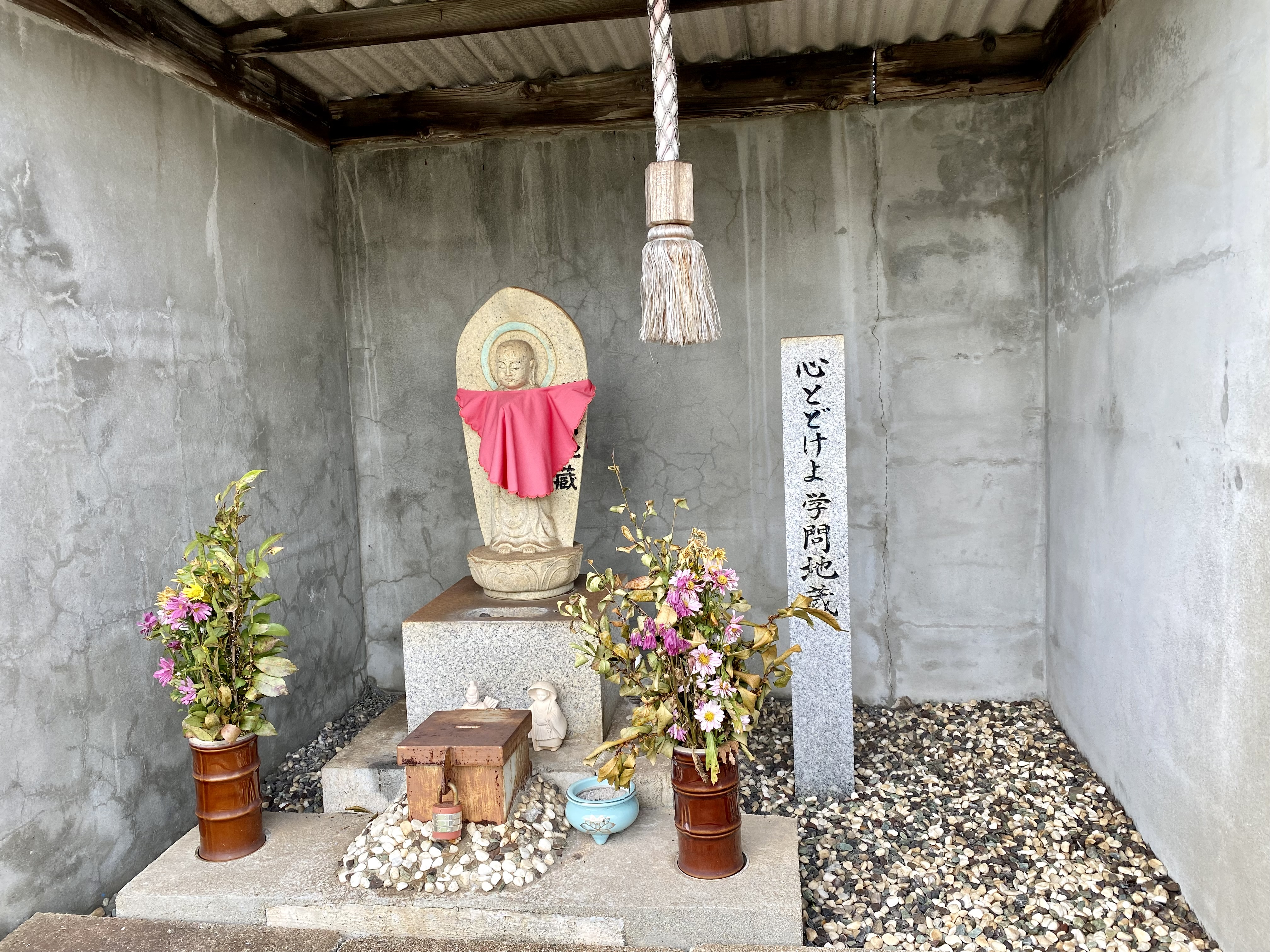
学門地蔵（2022年4月）
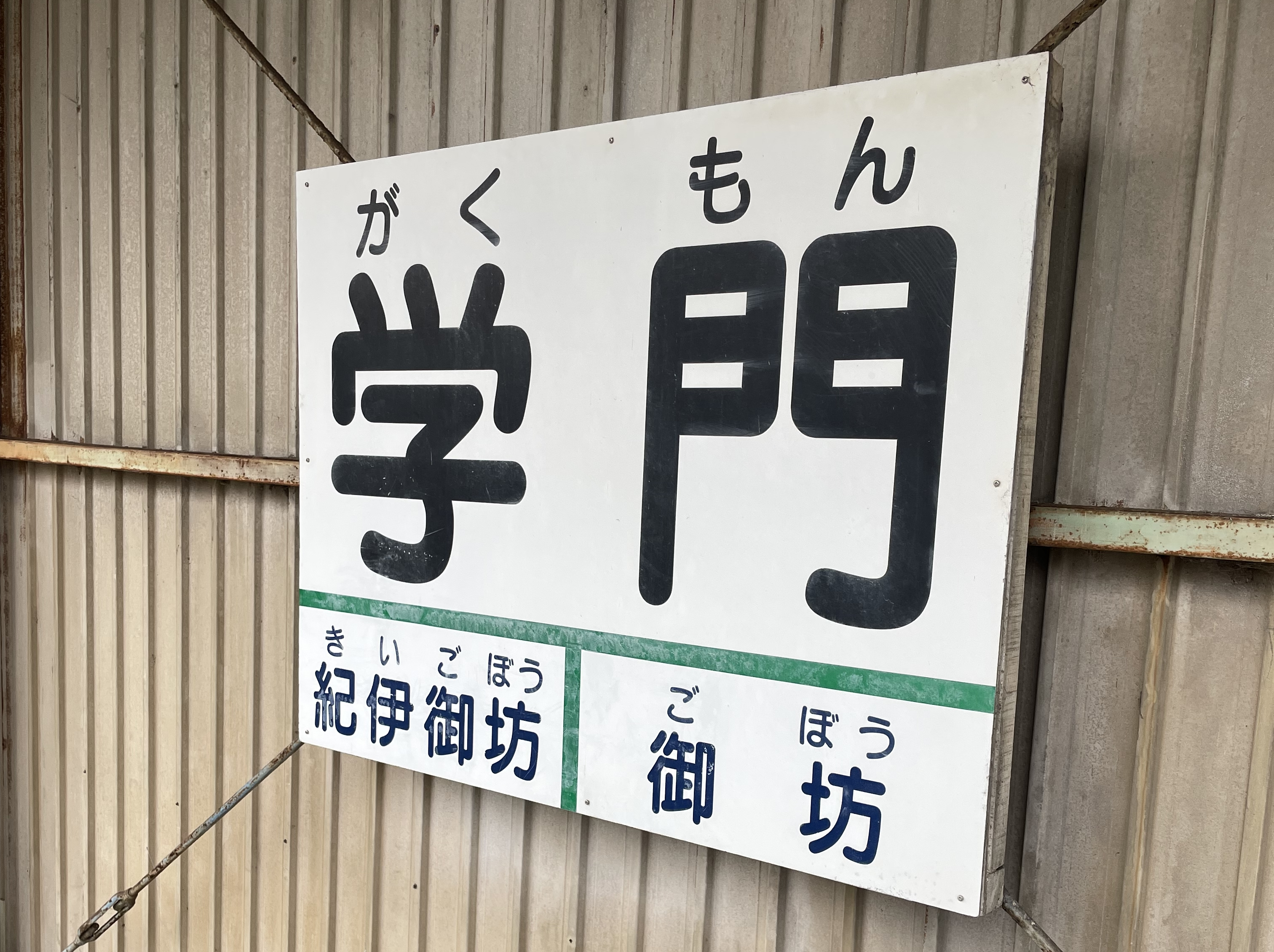
駅名標（2025年3月）

## 隣の駅
紀州鉄道
■紀州鉄道線
御坊駅 - 学門駅 - 紀伊御坊駅